# Redmi Pad
Redmi Pad是小米集团旗下的子品牌Redmi于北京时间2022年10月4日在德国慕尼黑发布的平板电脑产品，这款平板电脑同时也是Redmi品牌旗下的首款平板电脑。
2022年10月27日，Redmi将Redmi Pad引入中国大陆市场，并与Redmi Note 12系列手机同场发布。

## 概述
首款Redmi Pad采用全金属一体化机身设计，机身设有SD卡扩展槽，方便用户后期使用扩展卡扩容设备。屏幕采用10.6英寸15:9比例的LCD显示屏，支持90Hz的屏幕刷新率。性能方面则采用了联发科技研发的曦力G99晶片系统，支持4GB及6GB的LPDDR4X内存规格以及64GB或128GB的存储空间可选。

## 外觀尺寸
Redmi Pad機身尺寸
長: 250.38mm
寬: 157.98mm
厚: 7.05mm
重: 445g
其機身以全金屬一體化方式製造，及隱藏式天線設計。
可供選擇之顏色: 石墨灰、月光銀、薄荷綠

## 硬體規格

### 處理器
Redmi Pad 採用聯發科 Helio G99 處理器，6nm 製程, 提供最高2.2GHz 運算速度。

### 相機
Redmi Pad 前後均採用800萬像素鏡頭，前置相機為搭載FocusFrame的105° FOV。

### 屏幕
Redmi Pad 採用10.61吋1200x2000 解析度的屏幕，支持最高90Hz 更新頻率及全程DC調光，並通過萊茵低藍光硬件方案及SGS低視覺疲勞認證。可以提供10.7億種色彩。

### 電池
Redmi Pad內置8000mAh不可拆卸電池，支持18W快速充電。

### 連線能力
Redmi Pad提供Wi-Fi 5 2.4/5GHz，Wi-Fi 4，802.11a/b/g，USB-C，Bluetooth 5.3並支持AAC/LDAC/LHDC編碼。

### 視訊音頻
Redmi Pad提供四個支援杜比全景聲的揚聲器。
音頻格式: MP3，FLAC，APE，AAC，OGG，WAV，AMR，AWB，MP4，MKV，AVI，WMV，WEBM
視訊格式: MP4，MKV，WMV，WEB，3GP，ASF
其他: Hi-Res Audio (Wireless) 認證，杜比全景聲，杜比人聲增強

### 記憶體及內存容量
國內版: 4/6GB LPDDR4x RAM + 128GB UFS2.2 ROM (支持最高1TB TF卡擴展)。
國際版: 6GB RAM + 128GB ROM (支持TF卡擴展)。

## 軟件
Redmi Pad使用基於Android 12 的MIUI Pad 13。
在中国大陆发售的Redmi Pad不支持Google Play服务。

## 銷售
Redmi Pad提供4GB RAM/128GB ROM 及6GB/128GB ROM 兩個版本，零售價分別為1299元和1499元人民幣。
而國際版則提供3GB RAM/64GB ROM 及4/6GB RAM/128GB ROM 三個版本。而香港及台灣則只提供6GB RAM/128GB ROM 一個版本。

## 外部連結
- 官方网站